# ماكسين باول
ماكسين باول (بالإنجليزية: Maxine Powell)‏ هي وكيلة مواهب وعارضة وممثلة أمريكية، ولدت في 30 مايو 1915 في تيكساركانا في الولايات المتحدة، وتوفيت في 14 أكتوبر 2013 في ساوثفيلد في الولايات المتحدة.

## وصلات خارجية
- ماكسين باول على موقع IMDb (الإنجليزية)